# Martín Ramírez de Helguera y Martínez de Cubillas
Martín Ramírez de Helguera y Martínez de Cubillas (Villoldo, 11 de noviembre de 1853 - 26 de marzo de 1933), fue alcalde y abogado de Carrión de los Condes (provincia de Palencia).

## Biografía
Nacido en Villoldo de Campos, sus padres, Marcos y Andrea, eran agricultores. En 1889 contrajo matrimonio con Isabel Merino Merino, hija del abogado Buenaventura Merino, de Villada, que había sido gobernador civil de Palencia y de Santander, y de María de las Mercedes Merino, de Carrión de los Condes, fallecida en 1913. Del matrimonio nacieron, seis hijos, Julio, que murió a los dos años, Mercedes, Martín, María de Loreto, Buenaventura, Andrea que murió a los dos años e Isabel, fallecida a los 14 años.
Estudió Gramática y Latinidad en Palencia el año 1865, ingresando el año siguiente en el Instituto Provincial, donde cursó el bachiller, recibiendo su título en 1870. Inició la carrera de Derecho en la Universidad de Valladolid en 1870 y se licenció en octubre de 1875. Ese mismo año se matriculó en la Universidad de Madrid para cursar el Doctorado, que no pudo terminar por enfermedad. De 1876 a 1878 ejerció su profesión en los bufetes de Groizar, Gamazo y García del Pozo.
En distintas épocas de su vida profesional ejerció como juez y fiscal municipal en Carrión de los Condes.
En 1879 fue Comisionado Especial de Villoldo y sus Anejos para la defensa de sus Propios ante la Caja General de Depósitos y durante muchos años fue el abogado de la Beneficencia de la Provincia de Palencia.
En 1878, ingresó en la Administración Civil del Estado con la categoría de Oficial de 4.ª Clase, prestando servicios en Palencia (1878), Oviedo (1878), donde actuó como fiscal en el expediente incoado con motivo del incendio de aquella ciudad, y en León (1879).
Por Real Decreto de 28 de julio de 1900, la reina regente, María Cristina de Habsburgo, lo nombró Jefe de Administración Civil, "en atención a los méritos y circunstancias que concurren en su persona". Firmaba el Real Decreto Eduardo Dato, Ministro de la Gobernación, en San Sebastián.
Instalado en Carrión de los Condes desde antes de su matrimonio, fue concejal de su ayuntamiento desde 1889, teniente de alcalde en 1890 y 1891, alcalde en los periodos comprendidos entre 1899 y 1901, 1909 Y 1911 y hasta 1913.
Durante estos mandatos municipales consiguió para Carrión de los Condes en 1894 los títulos de Ciudad y Muy Noble y Leal, así como el tratamiento de ilustrísima a su corporación municipal, y en 1903, consiguió que la Comisión Mixta de las Reales Academias de la Historia y de Bellas Artes la declaración de Monumento Nacional Histórico-Artístico para el Claustro del Real Monasterio de San Zoilo.
En sus funciones edilicias, en 1899 redactó las Ordenanzas Municipales para el Gobierno de la Ciudad de Carrión de los Condes, así como un Nomenclátor de sus plazas y calles, con los nombres de hijos ilustres, protectores y bienhechores.
Como agricultor, en 1899 fue elegido presidente de la Cámara Agraria Carrionesa, de la que redactó su Reglamento Orgánico.
Paralelamente escribió artículos en periódicos y revistas; así en 1880, publicó una serie de artículos en el periódico "Crónica de León", en 1883 en el "Semanario Carrionés", en 1885 inició su colaboración en el "día de Palencia", escribiendo una sección titulada Semana Carrionesa, y fundó, en calidad de administrador-presidente el semanario "El Carrionés", cuyo primer número se editó el día 3 de abril de dicho año. También colaboró asiduamente en el "Regional Carrionés", desde su fundación en 1927.
Con carácter monográfico, escribió y publicó cuatro libros. En 1884, firmado con el seudónimo de Zerimar, editó en la imprenta de Alonso, de Palencia, un Libro de Contabilidad, dedicado especialmente a la Escuela de Obreros. En 1885 publicó un "Estudio Histórico de las Leyes y Colecciones Antiguas y Modernas de España o Resumen de la Historia General del Derecho Español", que dedicó a D. Esteban Collantes. 
En 1894, como antecedente de la Historia de Carrión, publica, en el "Día de Palencia", una serie de artículos que titula "Datos Históricos de Carrión de los Condes", y sobre la base de ellos, en 1896, publica "El Libro de Carrión de los Condes (con su historia)", que edita en la imprenta de Abundio Z. Menéndez de Palencia, registrándolo en el de la Propiedad Intelectual, con el número de inscripción 21.605. Es un trabajo histórico de importancia para Carrión, lleno de datos muy interesantes y puntuales. Dedicó el libro a la Corporación Municipal de Carrión de los Condes, con un prefacio a todos sus convecinos, en el que expone la dificultad de su labor, sin antecedentes recopilados con anterioridad, sin ayuda de nadie, en base únicamente a su labor personal de investigación en fuentes dispersas, ya que el archivo municipal fue incendiado en la guerra de la Independencia.
Por último, en 1900, publica, en la imprenta de Gutiérrez, Litar y Herrero, de Palencia, un estudio titulado "El Real Monasterio de San Zoilo de la Muy Noble y Leal Ciudad de Carrión de Los Condes, ante la Historia y el Arte", dedicado al Rdo. P . E'idel Fita y Colomer y a D. Juan Guijelmo Aguado. En él se hace un estudio, si no exhaustivo, si muy meritorio
del Real Monasterio mediante una Disquisición Histórica, otra Disquisición Artística del mismo y por último, un ensayo sobre "El Mejor Claustro de España", como titula esta parte su autor.
Por estas labores se vio reconocido públicamente por el Consejo Supremo Español de la Orden Hospitalaria, cuyo presidente y fundador Salvador de Ory, le concedió el título de Caballero Hospitalario, "por su amor a la caridad", el 5 de febrero de 1876.
S. M. el Rey por Real Decreto de 24 de marzo de 1884 y "en pago a la lealtad acrisolada", le nombró Caballero de la Real Orden de Isabel la Católica.
La Real Academia de la Historia, el 4 de julio de 1900, le nombró Miembro Correspondiente de la misma. También la Sociedad Económica de Palencia, le designó como socio de número el 30 de septiembre de 1889.
A comienzos del siglo XXI Carrion dedicó a su memoria una calle